# 1984年夏季残疾人奥林匹克运动会约旦代表团
1984年夏季残疾人奥林匹克运动会约旦代表团是约旦派出的1984年夏季残疾人奥林匹克运动会代表团。获得1枚银牌和2枚铜牌。